# 因幡国
因幡国（いなばのくに）は、かつて日本の地方行政区分だった令制国の一つ。山陰道に属する。

## 名称と由来
「いなば」の表記について、古くは『古事記』で「稲羽」、『先代旧事本紀』で「稲葉」と記される。その由来は定かでないが、稲葉神社（鳥取市立川）では、社名を因幡国の名称の由来と伝える。
なお「イナバ」（稲葉、因幡、印旛、印葉、稲羽）の固有名詞は、山陰道の稲葉国造、同国法美郡の稲羽郷・稲葉山のほか、大和国天理市の稲葉、美濃国厚見郡の稲葉山（三野後国造の中心領域で、式内社物部神社も鎮座）、や「天孫本紀」の印葉という者（武諸隅命の孫とされる）、「国造本紀」の久努国造の祖・印播足尼（伊香色男命の孫とされる）などに見える。

## 領域
明治維新の直前の領域は、現在の鳥取県鳥取市、岩美郡、八頭郡にあたる。

## 沿革
古くは稲葉国造の領域であったとされる。令制国としての因幡国は7世紀に成立した。
室町時代は因幡山名氏の一族が因幡国の守護を務めたが、周辺の但馬や伯耆の山名家と比べて、守護家の支配基盤は脆弱であった。そのため、但馬惣領家が家督争いに介入するなど政情が不安定な部分もあった。また、八上・八東といった因幡南部には独立性の高い奉公衆系の国人が多数存在しており、これらの国人の一部は文明年間～長享年間にかけて2回に亘る反乱を起こしている。（毛利次郎の乱）
戦国時代も因幡山名氏の支配が続くが、因幡山名氏の勢力が内紛などで衰えたため、因幡は織田・毛利の争乱の地となる。また、毛利氏と手を結んだ武田高信が勢力を拡大したが、一国を支配する大名までには成長しきれなかった。羽柴秀吉により鳥取城が陥落してからは因幡一国は織田氏の支配下に置かれた。
江戸時代初期は複数の大名に分割されたが、その後は明治維新まで池田氏が鳥取藩32万石の大名として因幡を支配した。

### 近世以降の沿革
- 「旧高旧領取調帳」の記載によると、明治初年時点では国内の全域が鳥取藩領であった（565村・193,336石余・一部は寺社領）。
  - 岩井郡（51村・22,258石余）、法美郡（62村・20,439石余）、八東郡（91村・26,005石余）、八上郡（63村・23,423石余）、智頭郡（98村・16,613石余）、邑美郡（35村・17,807石余）、高草郡（82村・39,865石余）、気多郡（83村・26,923石余）
- 明治4年7月14日（1871年8月29日） - 廃藩置県により鳥取県の管轄となる。
- 明治9年（1876年）8月21日 - 第2次府県統合により島根県の管轄となる。
- 明治14年（1881年）9月12日 - 鳥取県の管轄となる。

## 国内の施設

### 国府
国府は法美郡（法味郡）にあった。現在の鳥取市国府町中郷と考えられている。平安時代末期から鎌倉時代にかけての国衙跡中心部の遺跡が発掘され、現在は史跡公園に整備されている。

### 国分寺・国分尼寺
因幡国分寺跡
鳥取市国府町。千代川の沖積平野に位置するが、塔跡と南門などが確認されたにとどまり、全容は不明である。
尼寺跡は国分寺跡の西方にある法花寺集落の周辺と推定されるが、確認されていない。

### 神社
延喜式内社
『延喜式神名帳』には、大社1座1社・小社49座41社の計50座42社が記載されている。大社1社は以下に示すもので、名神大社である。
- 法美郡 宇倍神社 - 鳥取市（旧 岩美郡国府町）。

総社・一宮以下
- 総社 不詳 - 『時範記』によれば国府の近くにあったようだが、現存しないものとみられている。宇倍神社境内社に「国府神社」があるが、これは大正時代の改称である。
- 一宮 宇倍神社 - 9世紀半ばまでは天穂日命神社の方が上位の神階に属していた。
- 二宮 不詳 - 大江神社が二宮であるとする説がある。

## 地域

### 郡
- 巨濃郡
- 法美郡
- 八上郡
- 八東郡（平安時代末期に八上郡より分離）
- 智頭郡
- 邑美郡
- 高草郡
- 気多郡

### 江戸時代の藩
- 鳥取藩：池田家（6万石→32万石→32.5万石）
- 鹿奴藩（鳥取藩支藩、鳥取東館新田藩、2.5万石→3万石）
- 若桜藩（鳥取藩支藩、鳥取西館新田藩、1.5万石→2万石）
- 鹿野藩：亀井家（3.8万石→4.38万石）→鳥取藩領→池田家（1万石）→廃藩・鳥取藩領（播磨国福本藩へ転封）
- 若桜藩：山崎家（3万石）→廃藩・鳥取藩領（備中国成羽藩に転封）

## 人物

### 国司

#### 因幡守
- 船秦勝：文武天皇4年（700年）任官
- 多治比家主：天平9年（737年）任官
- 当麻鏡麻呂：天平10年（738年）任官
- 大伴稲公：天平13年（741年）任官
- 大伴家持：天平宝字2年（758年）任官
- 粟田道麻呂：天平宝字8年（764年）任官
- 佐伯今毛人：神護景雲3年（769年）任官
- 氷上川継：延暦元年（782年）任官
- 淡海三船：延暦元年（782年）任官
- 藤原黒麻呂：790年頃
- 真苑雑物：承和元年（834年）任官
- 坂上浄野：承和12年（845年）任官
- 在原行平：斉衡2年（855年）任官
- 清原岑成：天安2年1月16日（858年）任官
- 藤原有貞：860年頃
- 藤原郡直：寛平4年（892年）任官
- 藤原邦基：延喜元年（901年）任官
- 当麻春助：延喜5年（905年）任官
- 藤原為輔：天暦4年（950年）任官
- 菅原雅規：応和元年（961年）任官
- 橘行平：寛弘2年（1005年）任官
- 藤原長実：寛治5年（1091年）任官
- 平時範：承徳2年（1098年）任官
- 平正盛：1107年頃
- 藤原公通：長承3年（1134年）任官
- 藤原季行：保延6年（1140年）任官
- 藤原信隆：1160年頃
- 大江広元：元暦元年（1184年）任官
- 堀川通具：文治元年（1185年）任官

### 守護

#### 鎌倉幕府
- 1329年～? - 海老名維則

#### 室町幕府
- 1336年～1346年 - 吉良貞家
- 1350年～? - 今川頼貞
- 1363年～1364年 - 山名時氏
- 1365年～1370年 - 山名氏冬
- 1370年～? - 山名氏重
- 1392年～1400年 - 山名氏家
- 1412年～1453年 - 山名熙高
- 1453年～1459年 - 山名熙幸
- 1461年?～1466年 - 山名豊氏
- 1479年～1488年 - 山名豊時
- 1488年～1489年 - 山名政実
- 1491年～1494年 - 山名豊時
- 1504年～1506年 - 山名豊重
- 1513年～? - 山名豊頼
- 1521年～? - 山名豊治
- 1527年～1546年 - 山名誠通
- 1546年～1560年 - 山名豊定
- 1560年～1561年 - 山名棟豊
- 1561年～? - 山名豊数
- 1563年～? - 山名豊弘
- ?～? - 山名豊国（豊数の死後就任）
- 1550年～1561年 - 尼子晴久

### 国人
巨濃郡
- 三上氏 - 岩井庄。室町幕府奉公衆。

法美郡
- 山崎毛利氏 - 大萱郷。山崎城主。八東郡の毛利氏の派生だが、それに滅ぼされた。

八上郡
- 田公氏 - 但馬の日下部一族田公氏の派生で、山名誠通の時に因幡守護代となったことにより定住した。日下部城主。
- 佐治氏 - 八上郡司尾張氏から派生。佐治郷の開発領主で地頭。戦国時代にはすでに活動が見られなくなっている。

八東郡
- 毛利氏 - 私部郷。室町幕府奉公衆。文明から長享に渡って毛利次郎の乱を起こす。派生氏族に山崎毛利氏。
- 矢部氏 - 室町幕府奉公衆。若桜鬼ヶ城主。

智頭郡
- 草苅氏 - 斯波郡草刈郷が本貫だが、南北朝時代に所領を得て西遷。美作と両面で活動。
- 木原氏 - 智頭。草苅氏に滅ぼされる。

邑美郡
- 武田氏 - 山名氏の客将であったが、自立し、鳥取城を築いて強大な勢力を誇った。

高草郡
- 吉岡氏 - 防己尾城主。三度に亘る秀吉軍の攻撃を防いだ吉岡定勝が著名。
- 中村氏 - 因幡山名氏の重臣。

気多郡
- 鹿野氏 - 鹿野。山名一族か。

他に吉見氏の一族吉見政家が室町幕府奉公衆として存在した。

### 戦国大名
- 山名氏
- 尼子氏
- 毛利氏

### 織豊政権の大名
- 宮部継潤→宮部長房：鳥取城（5万石、一説には13万5千石）、関ヶ原の戦い後改易

### 武家官位としての因幡守

#### 江戸時代以前
- 生駒利豊：安土桃山時代から江戸時代初期の武将。小折城主
- 長尾実景：室町時代の武将
- 平塚為広：戦国時代から安土桃山時代の武将・大名。関ヶ原の戦いで戦死

#### 江戸時代
- 青山家宗家
  - 青山宗俊：青山家宗家11代。信濃小諸藩、遠江浜松藩初代藩主　
  - 青山忠重：青山家宗家13代。浜松藩第3代藩主、丹波亀山藩初代藩主
  - 青山俊春：青山家宗家14代。丹波亀山藩第2代藩主
  - 青山忠朝：青山家宗家15代。丹波亀山藩第3代藩主、同篠山藩初代藩主
  - 青山忠裕：青山家宗家18代。篠山藩第4代藩主・老中
  - 青山忠良：青山家宗家19代。篠山藩第5代藩主・老中
  - 青山忠敏：青山家宗家20代。篠山藩第6代藩主
- 備後福山藩阿部家分家
  - 阿部正春：阿部家分家初代。上総大多喜新田藩、武蔵岩槻藩、上総大多喜藩、三河刈谷藩初代藩主
  - 阿部正鎮：阿部家分家2代。刈谷藩第2代藩主、後に上総佐貫藩初代藩主
  - 阿部正興：阿部家分家3代。佐貫藩第2代藩主
  - 阿部正実：阿部家分家5代。佐貫藩第4代藩主
  - 阿部正暠：阿部家分家7代。佐貫藩第6代藩主
  - 阿部正恒：阿部家分家9代。佐貫藩第8代藩主
- 因幡鳥取藩池田家
  - 池田斉稷：第8代藩主
  - 池田斉訓：第9代藩主
  - 池田慶行：第10代藩主
  - 池田慶栄：第11代藩主
  - 池田慶徳：第12代藩主
- 信濃諏訪藩（高島藩）諏訪家
  - 諏訪頼水：初代藩主
  - 諏訪忠晴：第3代藩主
  - 諏訪忠林：第5代藩主
  - 諏訪忠粛：第7代藩主
  - 諏訪忠恕：第8代藩主
  - 諏訪忠誠：第9代藩主・老中
- 陸奥相馬中村藩相馬家
  - 相馬恕胤：第8代藩主
  - 相馬祥胤：第9代藩主
  - 相馬樹胤：第10代藩主
  - 相馬誠胤：第13代藩主
- 下野宇都宮藩戸田家
  - 戸田忠能：戸田家2代。三河田原藩第2代藩主
  - 戸田忠寛：戸田家7代。肥前島原藩第2代藩主、下野宇都宮藩初代藩主
  - 戸田忠明：戸田家11代。宇都宮藩第5代藩主
- 伊予小松藩一柳家
  - 一柳直頼：初代藩主
  - 一柳頼徳：第3代藩主
  - 一柳頼親：第7代藩主
  - 一柳頼紹：第8代藩主
- 上野高崎藩大河内松平家
  - 松平信興：大河内松平家初代。常陸土浦藩主等
  - 松平輝規：大河内松平家3代。高崎藩第2代藩主
  - 松平輝高：大河内松平家4代。高崎藩第3代藩主・老中
- その他
  - 井伊直定：近江彦根藩第9代および第11代藩主
  - 板倉昌信：備中庭瀬藩第2代藩主
  - 大村純長：肥前大村藩第4代藩主
  - 織田信昌：上野小幡藩第2代藩主
  - 亀井茲満：石見津和野藩第4代藩主
  - 田村建顕：陸奥岩沼藩第2代藩主、陸奥一関藩初代藩主
  - 内藤政民：陸奥湯長谷藩第10代藩主
  - 中川久通：豊後岡藩第5代藩主
  - 蜂須賀光隆：阿波徳島藩第3代藩主
  - 本庄宗資：下野足利藩主、常陸笠間藩初代藩主。本庄松平家初代
  - 松平資承：丹後宮津藩第3代藩主。本庄松平家6代
  - 本多俊政：大和高取藩初代藩主
  - 本多政武：高取藩第2代藩主
  - 牧野英成：丹後田辺藩第3代藩主
  - 牧野明成：田辺藩第4代藩主
  - 松平憲良：美濃大垣藩第2代藩主、信濃小諸藩主
  - 山名義済：但馬村岡藩初代藩主
  - 山名義路：村岡藩の第2代藩主
  - 仙石久邦：旗本、小姓組番頭、書院番頭、伏見奉行
  - 仙石久信：旗本、小姓組番頭、書院番頭、幕府留守居
  - 仙石久治：旗本、小姓組番頭、書院番頭

## 因幡国の合戦
- 1479年 - 1480年：第一次毛利次郎の乱、守護山名氏（山名豊時） x 因幡国人（毛利貞元）
- 1487年 - 1489年：第二次毛利次郎の乱、守護山名氏（山名豊時） x 因幡国人（毛利貞元）
- 1563年：湯所口の戦い、武田高信 x 山名豊数
- 1577年 - 1582年：中国攻め、織田軍（羽柴秀吉、羽柴秀長等） x 毛利軍（小早川隆景、吉川元春、吉川経家、清水宗治等）
  - 1580年：第一次鳥取城の戦い、羽柴秀吉 x 山名豊国
  - 1581年：第二次鳥取城の戦い、羽柴秀吉 x 吉川経家